# Grand Prix Formule 1 van Portugal 1959
De Grand Prix Formule 1 van Portugal 1959 werd gehouden op 23 augustus op het circuit van Monsanto Park in Lissabon. Het was de zevende race van het seizoen.

## Uitslag
| Pos. | Nr. | Coureur                | Constructeur    | Rondes | Tijd / Oorzaak uitval | Grid | Punten |
| ---- | --- | ---------------------- | --------------- | ------ | --------------------- | ---- | ------ |
| 1    | 4   | Stirling Moss          | Cooper-Climax   | 62     | 2:11:55.41            | 1    | 9S     |
| 2    | 2   | Masten Gregory         | Cooper-Climax   | 61     | + 1 Ronde             | 3    | 6      |
| 3    | 16  | Dan Gurney             | Ferrari         | 61     | + 1 Ronde             | 6    | 4      |
| 4    | 5   | Maurice Trintignant    | Cooper-Climax   | 60     | + 2 Rondes            | 4    | 3      |
| 5    | 6   | Harry Schell           | BRM             | 59     | + 3 Rondes            | 9    | 2      |
| 6    | 10  | Roy Salvadori          | Aston Martin    | 59     | + 3 Rondes            | 12   |        |
| 7    | 8   | Ron Flockhart          | BRM             | 59     | + 3 Rondes            | 11   |        |
| 8    | 9   | Carroll Shelby         | Aston Martin    | 58     | + 4 Rondes            | 13   |        |
| 9    | 14  | Tony Brooks            | Ferrari         | 57     | + 5 Rondes            | 10   |        |
| 10   | 18  | Mário de Araújo Cabral | Cooper-Maserati | 56     | + 6 Rondes            | 14   |        |
| NF   | 3   | Bruce McLaren          | Cooper-Climax   | 38     | Transmissie           | 8    |        |
| NF   | 1   | Jack Brabham           | Cooper-Climax   | 23     | Transmissie           | 2    |        |
| NF   | 7   | Jo Bonnier             | BRM             | 10     | Motor                 | 5    |        |
| NF   | 15  | Phil Hill              | Ferrari         | 5      | Ongeluk               | 7    |        |
| NF   | 11  | Graham Hill            | Lotus-Climax    | 5      | Ongeluk               | 15   |        |
| NF   | 12  | Innes Ireland          | Lotus-Climax    | 3      | Versnellingsbak       | 16   |        |

## Statistieken
| Pole-position | Stirling Moss | Cooper-Climax | 2:02.89 |
| Snelste ronde | Stirling Moss | Cooper-Climax | 2:05.07 |

## Noot
- Dit was het debuut voor de Portugese coureur Mário de Araújo Cabral.
- Eerste Grand Slam voor Stirling Moss.

1958 · 1959 · 1960 · 1984 · 1985 · 1986 · 1987 · 1988 · 1989 · 1990 · 1991 · 1992 · 1993 · 1994 · 1995 · 1996 · 2020 · 2021